# Coppa Bernocchi 2023
Coppa Bernocchi 2023 var den 104. udgave af det italienske cykelløb Coppa Bernocchi. Det blev kørt den 2. oktober 2023 med start i Parabiago og mål i Legnano i Lombardiet. Løbet var en del af UCI ProSeries 2023.

## Resultater
| \| Samlede stilling \| Samlede stilling \| Samlede stilling \| Samlede stilling \| Samlede stilling \| \| Rytter \| Rytter \| Hold \| Tid \| \| \| ---------------- \| ------------------ \| --------------------- \| ---------------- \| ---------------- \| \| 1. \| Wout van Aert \| Jumbo-Visma \| 4t 09' 52" \| \| \| 2. \| Vincenzo Albanese \| Eolo-Kometa \| + 0" \| \| \| 3. \| Andrea Bagioli \| Soudal Quick-Step \| + 0" \| \| \| 4. \| Marc Hirschi \| UAE Team Emirates \| + 0" \| \| \| 5. \| Fausto Masnada \| Soudal Quick-Step \| + 0" \| \| \| 6. \| Tiesj Benoot \| Jumbo-Visma \| + 2" \| \| \| 7. \| Cristian Scaroni \| Astana Qazaqstan Team \| + 5" \| \| \| 8. \| Julian Alaphilippe \| Soudal Quick-Step \| + 11" \| \| \| 9. \| Jan Tratnik \| Jumbo-Visma \| + 14" \| \| \| 10. \| Jon Izagirre \| Cofidis \| + 1' 30" \| \| |                    |                       |            |
| |                    |                       |            |
| Kilde: ProCyclingStats |                    |                       |            |
| Samlede stilling |                    |                       |            |
| Rytter | Rytter             | Hold                  | Tid        |
| 1. | Wout van Aert      | Jumbo-Visma           | 4t 09' 52" |
| 2. | Vincenzo Albanese  | Eolo-Kometa           | + 0"       |
| 3. | Andrea Bagioli     | Soudal Quick-Step     | + 0"       |
| 4. | Marc Hirschi       | UAE Team Emirates     | + 0"       |
| 5. | Fausto Masnada     | Soudal Quick-Step     | + 0"       |
| 6. | Tiesj Benoot       | Jumbo-Visma           | + 2"       |
| 7. | Cristian Scaroni   | Astana Qazaqstan Team | + 5"       |
| 8. | Julian Alaphilippe | Soudal Quick-Step     | + 11"      |
| 9. | Jan Tratnik        | Jumbo-Visma           | + 14"      |
| 10. | Jon Izagirre       | Cofidis               | + 1' 30"   |

## Hold og ryttere
| UCI WorldTeams (13)- AG2R Citroën Team - Alpecin-Deceuninck - Astana Qazaqstan Team - Bora-Hansgrohe - Cofidis - Groupama-FDJ - Intermarché-Circus-Wanty - Jumbo-Visma - Lidl-Trek - Movistar Team - Soudal Quick-Step - Team Jayco AlUla - UAE Team Emirates UCI ProTeams (8)- Bingoal WB - Eolo-Kometa - Green Project-Bardiani CSF-Faizanè - Israel-Premier Tech - Lotto Dstny - Q36.5 Pro Cycling Team - Team Corratec-Selle Italia - TotalEnergies UCI Kontinentalhold (3)- Beltrami TSA-Tre Colli - Biesse-Carrera - GW Shimano-Sidermec |
| |

### Danske ryttere
| Danske ryttere på startlisten |                    |                     |           |
| Rygnummer                     | Rytter             | Hold                | Placering |
| 47                            | Frederik Wandahl   | Bora-Hansgrohe      | 45        |
| 172                           | Mads Würtz Schmidt | Israel-Premier Tech | DNF       |

* DNF = gennemførte ikke

### Startliste
| Soudal Quick-Step SOQ | Soudal Quick-Step SOQ    | Soudal Quick-Step SOQ |
| --------------------- | ------------------------ | --------------------- |
| Nr.                   | Rytter                   | Placering             |
| 1                     | Julian Alaphilippe (FRA) | 8.                    |
| 2                     | Andrea Bagioli (ITA)     | 3.                    |
| 3                     | Dries Devenyns (BEL)     | DNF                   |
| 4                     | Pieter Serry (BEL)       | 58.                   |
| 5                     | Fausto Masnada (ITA)     | 5.                    |
| 6                     | Mauro Schmid (SUI)       | 77.                   |
| 7                     | Gil Gelders (BEL)        | DNF                   |

| AG2R Citroën Team ACT | AG2R Citroën Team ACT        | AG2R Citroën Team ACT |
| --------------------- | ---------------------------- | --------------------- |
| Nr.                   | Rytter                       | Placering             |
| 11                    | Larry Warbasse (USA)         | 41.                   |
| 12                    | Andrea Vendrame (ITA)        | 16.                   |
| 13                    | Paul Lapeira (FRA)           | DNF                   |
| 14                    | Clément Berthet (FRA)        | 23.                   |
| 15                    | Aurélien Paret-Peintre (FRA) | 29.                   |
| 16                    | Bastien Tronchon (FRA)       | DNF                   |
| 17                    | Killian Verschuren (FRA)     | DNF                   |

| Alpecin-Deceuninck ADC | Alpecin-Deceuninck ADC | Alpecin-Deceuninck ADC |
| ---------------------- | ---------------------- | ---------------------- |
| Nr.                    | Rytter                 | Placering              |
| 21                     | Tobias Bayer (AUT)     | 56.                    |
| 22                     | Stefano Oldani (ITA)   | 13.                    |
| 23                     | Xandro Meurisse (BEL)  | DNF                    |
| 24                     | Alex Bogna (AUS)       | 63.                    |
| 25                     | Axel Laurance (FRA)    | DNF                    |
| 26                     | Nicola Conci (ITA)     | 78.                    |
| 27                     | Michael Gogl (AUT)     | 15.                    |

| Astana Qazaqstan Team AST | Astana Qazaqstan Team AST | Astana Qazaqstan Team AST |
| ------------------------- | ------------------------- | ------------------------- |
| Nr.                       | Rytter                    | Placering                 |
| 31                        | Cees Bol (NED)            | DNF                       |
| 32                        | Davide Martinelli (ITA)   | DNF                       |
| 33                        | Fabio Felline (ITA)       | 65.                       |
| 34                        | Michele Gazzoli (ITA)     | DNF                       |
| 35                        | Antonio Nibali (ITA)      | DNF                       |
| 36                        | Gianmarco Garofoli (ITA)  | 20.                       |
| 37                        | Cristian Scaroni (ITA)    | 7.                        |

| Bora-Hansgrohe BOH | Bora-Hansgrohe BOH          | Bora-Hansgrohe BOH |
| ------------------ | --------------------------- | ------------------ |
| Nr.                | Rytter                      | Placering          |
| 41                 | Bob Jungels (LUX)           | DNF                |
| 42                 | Ide Schelling (NED)         | DNF                |
| 43                 | Cesare Benedetti (POL)      | DNF                |
| 44                 | Giovanni Aleotti (ITA)      | 18.                |
| 45                 | Maximilian Schachmann (GER) | DNF                |
| 46                 | Anton Palzer (GER)          | 52.                |
| 47                 | Frederik Wandahl (DEN)      | 44.                |

| Cofidis COF | Cofidis COF           | Cofidis COF |
| ----------- | --------------------- | ----------- |
| Nr.         | Rytter                | Placering   |
| 51          | Harrison Wood (GBR)   | DNF         |
| 52          | Davide Cimolai (ITA)  | DNF         |
| 53          | Jon Izagirre (ESP)    | 10.         |
| 54          | Simone Consonni (ITA) | DNF         |
| 55          | Hugo Toumire (FRA)    | DNF         |
| 56          | Axel Mariault (FRA)   | 17.         |
| 57          | Benjamin Thomas (FRA) | DNF         |

| Groupama-FDJ GFC | Groupama-FDJ GFC                  | Groupama-FDJ GFC |
| ---------------- | --------------------------------- | ---------------- |
| Nr.              | Rytter                            | Placering        |
| 61               | Matthieu Ladagnous (FRA)          | DNF              |
| 62               | Thibaut Pinot (FRA)               | 69.              |
| 63               | Quentin Pacher (FRA)              | 71.              |
| 64               | Lars van den Berg (NED)           | 66.              |
| 65               | Lorenzo Germani (ITA)             | 68.              |
| 66               | Valentin Madouas (FRA) (landevej) | 24.              |
| 67               | Reuben Thompson (NZL)             | 32.              |

| Intermarché-Circus-Wanty ICW | Intermarché-Circus-Wanty ICW | Intermarché-Circus-Wanty ICW |
| ---------------------------- | ---------------------------- | ---------------------------- |
| Nr.                          | Rytter                       | Placering                    |
| 71                           | Francesco Busatto (ITA)      | 57.                          |
| 72                           | Simone Petilli (ITA)         | 59.                          |
| 73                           | Dion Smith (NZL)             | DNF                          |
| 74                           | Alexy Faure Prost (FRA)      | DNF                          |
| 75                           | Madis Mihkels (EST)          | DNF                          |
| 76                           | Rui Costa (POR)              | DNF                          |
| 77                           | Niccolò Bonifazio (ITA)      | DNF                          |

| Jumbo-Visma TJV | Jumbo-Visma TJV        | Jumbo-Visma TJV |
| --------------- | ---------------------- | --------------- |
| Nr.             | Rytter                 | Placering       |
| 81              | Wout van Aert (BEL)    | 1.              |
| 82              | Koen Bouwman (NED)     | 19.             |
| 83              | Sam Oomen (NED)        | 61.             |
| 84              | Gijs Leemreize (NED)   | DNF             |
| 85              | Jan Tratnik (SLO)      | 9.              |
| 86              | Lennard Hofstede (NED) | DNF             |
| 87              | Tiesj Benoot (BEL)     | 6.              |

| Lidl-Trek LTK | Lidl-Trek LTK                  | Lidl-Trek LTK |
| ------------- | ------------------------------ | ------------- |
| Nr.           | Rytter                         | Placering     |
| 91            | Giulio Ciccone (ITA)           | DNF           |
| 92            | Juan Pedro López (ESP)         | DNF           |
| 93            | Jacopo Mosca (ITA)             | 14.           |
| 94            | Filippo Baroncini (ITA)        | 39.           |
| 95            | Mathias Vacek (CZE) (landevej) | 47.           |
| 96            | Natnael Tesfatsion (ERI)       | 45.           |
| 97            | Dario Cataldo (ITA)            | DNF           |

| Movistar Team MOV | Movistar Team MOV             | Movistar Team MOV |
| ----------------- | ----------------------------- | ----------------- |
| Nr.               | Rytter                        | Placering         |
| 101               | Will Barta (USA)              | 67.               |
| 102               | Imanol Erviti (ESP)           | DNF               |
| 103               | José Joaquín Rojas (ESP)      | 43.               |
| 104               | Max Kanter (GER)              | DNF               |
| 105               | Oier Lazkano (ESP) (landevej) | 62.               |
| 106               | Iván García Cortina (ESP)     | 12.               |
| 107               | Gonzalo Serrano (ESP)         | DNF               |

| Team Jayco AlUla JAY | Team Jayco AlUla JAY   | Team Jayco AlUla JAY |
| -------------------- | ---------------------- | -------------------- |
| Nr.                  | Rytter                 | Placering            |
| 111                  | Lucas Hamilton (AUS)   | 60.                  |
| 112                  | Chris Harper (AUS)     | 26.                  |
| 113                  | Michael Matthews (AUS) | 11.                  |
| 114                  | Felix Engelhardt (GER) | 35.                  |
| 115                  | Lawson Craddock (USA)  | DNF                  |
| 116                  | Jan Maas (NED)         | DNF                  |
| 117                  | Matteo Sobrero (ITA)   | DNF                  |

| UAE Team Emirates UAD | UAE Team Emirates UAD         | UAE Team Emirates UAD |
| --------------------- | ----------------------------- | --------------------- |
| Nr.                   | Rytter                        | Placering             |
| 121                   | Davide Formolo (ITA)          | 25.                   |
| 122                   | Sebastián Molano (COL)        | DNF                   |
| 123                   | Rafał Majka (POL)             | 22.                   |
| 124                   | Marc Hirschi (SUI) (landevej) | 4.                    |
| 125                   | Sjoerd Bax (NED)              | 73.                   |
| 126                   | Vegard Stake Laengen (NOR)    | DNF                   |
| 127                   | Jan Christen (SUI)            | DNF                   |

| Bingoal WB BWB | Bingoal WB BWB            | Bingoal WB BWB |
| -------------- | ------------------------- | -------------- |
| Nr.            | Rytter                    | Placering      |
| 131            | Floris De Tier (BEL)      | 46.            |
| 132            | Alexis Guérin (FRA)       | 21.            |
| 133            | Lennert Teugels (BEL)     | 31.            |
| 134            | Aaron Van der Beken (BEL) | DNF            |
| 135            | Dimitri Peyskens (BEL)    | DNF            |
| 136            | Marco Tizza (ITA)         | DNF            |
| 137            | Louka Matthys (BEL)       | DNF            |

| Team Corratec-Selle Italia COR | Team Corratec-Selle Italia COR | Team Corratec-Selle Italia COR |
| ------------------------------ | ------------------------------ | ------------------------------ |
| Nr.                            | Rytter                         | Placering                      |
| 141                            | Karel Vacek (CZE)              | DNF                            |
| 142                            | Charlie Quaterman (GBR)        | DNF                            |
| 143                            | Matteo Amella (ITA)            | DNF                            |
| 145                            | Antoine Debons (SUI)           | 51.                            |
| 146                            | Valentin Darbellay (SUI)       | DNF                            |
| 147                            | Andrij Ponomar (UKR)           | DNF                            |

| Eolo-Kometa EOK | Eolo-Kometa EOK           | Eolo-Kometa EOK |
| --------------- | ------------------------- | --------------- |
| Nr.             | Rytter                    | Placering       |
| 151             | Samuele Rivi (ITA)        | DNF             |
| 152             | Alessandro Fancellu (ITA) | DNF             |
| 153             | Francesco Gavazzi (ITA)   | DNF             |
| 154             | Diego Sevilla (ESP)       | 40.             |
| 155             | Vincenzo Albanese (ITA)   | 2.              |
| 156             | Francisco Muñoz (ESP)     | DNF             |
| 157             | Mattia Bais (ITA)         | 49.             |

| Green Project-Bardiani CSF-Faizanè BCF | Green Project-Bardiani CSF-Faizanè BCF | Green Project-Bardiani CSF-Faizanè BCF |
| -------------------------------------- | -------------------------------------- | -------------------------------------- |
| Nr.                                    | Rytter                                 | Placering                              |
| 161                                    | Alessandro Tonelli (ITA)               | DNF                                    |
| 162                                    | Martin Marcellusi (ITA)                | DNF                                    |
| 163                                    | Alessandro Pinarello (ITA)             | DNF                                    |
| 164                                    | Filippo Fiorelli (ITA)                 | DNF                                    |
| 165                                    | Filippo Magli (ITA)                    | 30.                                    |
| 166                                    | Henok Mulubrhan (ERI)                  | 48.                                    |
| 167                                    | Luca Colnaghi (ITA)                    | DNF                                    |

| Israel-Premier Tech IPT | Israel-Premier Tech IPT  | Israel-Premier Tech IPT |
| ----------------------- | ------------------------ | ----------------------- |
| Nr.                     | Rytter                   | Placering               |
| 171                     | Nick Schultz (AUS)       | 70.                     |
| 172                     | Mads Würtz Schmidt (DEN) | DNF                     |
| 173                     | Hugo Houle (CAN)         | 76.                     |
| 174                     | Corbin Strong (NZL)      | 27.                     |
| 175                     | Marco Frigo (ITA)        | 72.                     |
| 176                     | Krists Neilands (LAT)    | DNF                     |
| 177                     | Reto Hollenstein (SUI)   | DNF                     |

| Lotto Dstny LTD | Lotto Dstny LTD          | Lotto Dstny LTD |
| --------------- | ------------------------ | --------------- |
| Nr.             | Rytter                   | Placering       |
| 181             | Thomas De Gendt (BEL)    | DNF             |
| 182             | Sylvain Moniquet (BEL)   | 75.             |
| 183             | Jacopo Guarnieri (ITA)   | DNF             |
| 184             | Mathijs Paasschens (NED) | 37.             |
| 185             | Johannes Adamietz (GER)  | 55.             |
| 186             | Eduardo Sepúlveda (ARG)  | DNF             |
| 187             | Harm Vanhoucke (BEL)     | DNF             |

| Q36.5 Pro Cycling Team Q36 | Q36.5 Pro Cycling Team Q36 | Q36.5 Pro Cycling Team Q36 |
| -------------------------- | -------------------------- | -------------------------- |
| Nr.                        | Rytter                     | Placering                  |
| 191                        | Negasi Abreha (ETH)        | DNF                        |
| 192                        | Gianluca Brambilla (ITA)   | 34.                        |
| 193                        | Walter Calzoni (ITA)       | 42.                        |
| 194                        | Marcel Camprubí (ESP)      | 50.                        |
| 195                        | Mark Donovan (GBR)         | 64.                        |
| 196                        | Alessandro Fedeli (ITA)    | 33.                        |

| TotalEnergies TEN | TotalEnergies TEN       | TotalEnergies TEN |
| ----------------- | ----------------------- | ----------------- |
| Nr.               | Rytter                  | Placering         |
| 201               | Valentin Ferron (FRA)   | DNF               |
| 202               | Alexis Vuillermoz (FRA) | DNF               |
| 203               | Jérémy Cabot (FRA)      | 54.               |
| 204               | Paul Ourselin (FRA)     | 74.               |
| 205               | Geoffrey Soupe (FRA)    | 28.               |
| 206               | Mattéo Vercher (FRA)    | DNF               |
| 207               | Alessio Cialone (FRA)   | DNF               |

| Beltrami TSA-Tre Colli BTC | Beltrami TSA-Tre Colli BTC | Beltrami TSA-Tre Colli BTC |
| -------------------------- | -------------------------- | -------------------------- |
| Nr.                        | Rytter                     | Placering                  |
| 211                        | Andrea Piras (ITA)         | DNF                        |
| 212                        | Thomas Pesenti (ITA)       | 53.                        |
| 213                        | Matteo Freddi (ITA)        | DNF                        |
| 214                        | Andrea Biancalani (ITA)    | DNF                        |
| 215                        | Nicola Rossi (ITA)         | DNF                        |
| 216                        | Alex Raimondi (ITA)        | DNF                        |
| 217                        | Giacomo Tagliavini (ITA)   | DNF                        |

| Biesse-Carrera BIE | Biesse-Carrera BIE         | Biesse-Carrera BIE |
| ------------------ | -------------------------- | ------------------ |
| Nr.                | Rytter                     | Placering          |
| 221                | Riccardo Ciuccarelli (ITA) | 36.                |
| 222                | Michael Belleri (ITA)      | DNF                |
| 223                | Alessandro Motta (ITA)     | DNF                |
| 224                | Andrea d' Amato (ITA)      | DNF                |
| 225                | Nicolò Arrighetti (ITA)    | DNF                |
| 226                | Marco Oliosi (ITA)         | DNF                |
| 227                | Pierelis Belletta (ITA)    | DNF                |

| GW Shimano-Sidermec GSS | GW Shimano-Sidermec GSS           | GW Shimano-Sidermec GSS |
| ----------------------- | --------------------------------- | ----------------------- |
| Nr.                     | Rytter                            | Placering               |
| 231                     | Alejandro Osorio (COL)            | DNF                     |
| 232                     | Filippo Tagliani (ITA)            | DNF                     |
| 233                     | Santiago Umba (COL)               | 38.                     |
| 234                     | Alessandro Bisolti (ITA)          | DNF                     |
| 235                     | Jonathan Guatibonza (COL)         | DNF                     |
| 236                     | Andrés Mancipe (COL)              | DNF                     |
| 237                     | Jeferson Armando Ruiz Acuña (COL) | DNF                     |

| Soudal Quick-Step SOQ | Soudal Quick-Step SOQ    | Soudal Quick-Step SOQ |
| --------------------- | ------------------------ | --------------------- |
| Nr.                   | Rytter                   | Placering             |
| 1                     | Julian Alaphilippe (FRA) | 8.                    |
| 2                     | Andrea Bagioli (ITA)     | 3.                    |
| 3                     | Dries Devenyns (BEL)     | DNF                   |
| 4                     | Pieter Serry (BEL)       | 58.                   |
| 5                     | Fausto Masnada (ITA)     | 5.                    |
| 6                     | Mauro Schmid (SUI)       | 77.                   |
| 7                     | Gil Gelders (BEL)        | DNF                   |

| AG2R Citroën Team ACT | AG2R Citroën Team ACT        | AG2R Citroën Team ACT |
| --------------------- | ---------------------------- | --------------------- |
| Nr.                   | Rytter                       | Placering             |
| 11                    | Larry Warbasse (USA)         | 41.                   |
| 12                    | Andrea Vendrame (ITA)        | 16.                   |
| 13                    | Paul Lapeira (FRA)           | DNF                   |
| 14                    | Clément Berthet (FRA)        | 23.                   |
| 15                    | Aurélien Paret-Peintre (FRA) | 29.                   |
| 16                    | Bastien Tronchon (FRA)       | DNF                   |
| 17                    | Killian Verschuren (FRA)     | DNF                   |

| Alpecin-Deceuninck ADC | Alpecin-Deceuninck ADC | Alpecin-Deceuninck ADC |
| ---------------------- | ---------------------- | ---------------------- |
| Nr.                    | Rytter                 | Placering              |
| 21                     | Tobias Bayer (AUT)     | 56.                    |
| 22                     | Stefano Oldani (ITA)   | 13.                    |
| 23                     | Xandro Meurisse (BEL)  | DNF                    |
| 24                     | Alex Bogna (AUS)       | 63.                    |
| 25                     | Axel Laurance (FRA)    | DNF                    |
| 26                     | Nicola Conci (ITA)     | 78.                    |
| 27                     | Michael Gogl (AUT)     | 15.                    |

| Astana Qazaqstan Team AST | Astana Qazaqstan Team AST | Astana Qazaqstan Team AST |
| ------------------------- | ------------------------- | ------------------------- |
| Nr.                       | Rytter                    | Placering                 |
| 31                        | Cees Bol (NED)            | DNF                       |
| 32                        | Davide Martinelli (ITA)   | DNF                       |
| 33                        | Fabio Felline (ITA)       | 65.                       |
| 34                        | Michele Gazzoli (ITA)     | DNF                       |
| 35                        | Antonio Nibali (ITA)      | DNF                       |
| 36                        | Gianmarco Garofoli (ITA)  | 20.                       |
| 37                        | Cristian Scaroni (ITA)    | 7.                        |

| Bora-Hansgrohe BOH | Bora-Hansgrohe BOH          | Bora-Hansgrohe BOH |
| ------------------ | --------------------------- | ------------------ |
| Nr.                | Rytter                      | Placering          |
| 41                 | Bob Jungels (LUX)           | DNF                |
| 42                 | Ide Schelling (NED)         | DNF                |
| 43                 | Cesare Benedetti (POL)      | DNF                |
| 44                 | Giovanni Aleotti (ITA)      | 18.                |
| 45                 | Maximilian Schachmann (GER) | DNF                |
| 46                 | Anton Palzer (GER)          | 52.                |
| 47                 | Frederik Wandahl (DEN)      | 44.                |

| Cofidis COF | Cofidis COF           | Cofidis COF |
| ----------- | --------------------- | ----------- |
| Nr.         | Rytter                | Placering   |
| 51          | Harrison Wood (GBR)   | DNF         |
| 52          | Davide Cimolai (ITA)  | DNF         |
| 53          | Jon Izagirre (ESP)    | 10.         |
| 54          | Simone Consonni (ITA) | DNF         |
| 55          | Hugo Toumire (FRA)    | DNF         |
| 56          | Axel Mariault (FRA)   | 17.         |
| 57          | Benjamin Thomas (FRA) | DNF         |

| Groupama-FDJ GFC | Groupama-FDJ GFC                  | Groupama-FDJ GFC |
| ---------------- | --------------------------------- | ---------------- |
| Nr.              | Rytter                            | Placering        |
| 61               | Matthieu Ladagnous (FRA)          | DNF              |
| 62               | Thibaut Pinot (FRA)               | 69.              |
| 63               | Quentin Pacher (FRA)              | 71.              |
| 64               | Lars van den Berg (NED)           | 66.              |
| 65               | Lorenzo Germani (ITA)             | 68.              |
| 66               | Valentin Madouas (FRA) (landevej) | 24.              |
| 67               | Reuben Thompson (NZL)             | 32.              |

| Intermarché-Circus-Wanty ICW | Intermarché-Circus-Wanty ICW | Intermarché-Circus-Wanty ICW |
| ---------------------------- | ---------------------------- | ---------------------------- |
| Nr.                          | Rytter                       | Placering                    |
| 71                           | Francesco Busatto (ITA)      | 57.                          |
| 72                           | Simone Petilli (ITA)         | 59.                          |
| 73                           | Dion Smith (NZL)             | DNF                          |
| 74                           | Alexy Faure Prost (FRA)      | DNF                          |
| 75                           | Madis Mihkels (EST)          | DNF                          |
| 76                           | Rui Costa (POR)              | DNF                          |
| 77                           | Niccolò Bonifazio (ITA)      | DNF                          |

| Jumbo-Visma TJV | Jumbo-Visma TJV        | Jumbo-Visma TJV |
| --------------- | ---------------------- | --------------- |
| Nr.             | Rytter                 | Placering       |
| 81              | Wout van Aert (BEL)    | 1.              |
| 82              | Koen Bouwman (NED)     | 19.             |
| 83              | Sam Oomen (NED)        | 61.             |
| 84              | Gijs Leemreize (NED)   | DNF             |
| 85              | Jan Tratnik (SLO)      | 9.              |
| 86              | Lennard Hofstede (NED) | DNF             |
| 87              | Tiesj Benoot (BEL)     | 6.              |

| Lidl-Trek LTK | Lidl-Trek LTK                  | Lidl-Trek LTK |
| ------------- | ------------------------------ | ------------- |
| Nr.           | Rytter                         | Placering     |
| 91            | Giulio Ciccone (ITA)           | DNF           |
| 92            | Juan Pedro López (ESP)         | DNF           |
| 93            | Jacopo Mosca (ITA)             | 14.           |
| 94            | Filippo Baroncini (ITA)        | 39.           |
| 95            | Mathias Vacek (CZE) (landevej) | 47.           |
| 96            | Natnael Tesfatsion (ERI)       | 45.           |
| 97            | Dario Cataldo (ITA)            | DNF           |

| Movistar Team MOV | Movistar Team MOV             | Movistar Team MOV |
| ----------------- | ----------------------------- | ----------------- |
| Nr.               | Rytter                        | Placering         |
| 101               | Will Barta (USA)              | 67.               |
| 102               | Imanol Erviti (ESP)           | DNF               |
| 103               | José Joaquín Rojas (ESP)      | 43.               |
| 104               | Max Kanter (GER)              | DNF               |
| 105               | Oier Lazkano (ESP) (landevej) | 62.               |
| 106               | Iván García Cortina (ESP)     | 12.               |
| 107               | Gonzalo Serrano (ESP)         | DNF               |

| Team Jayco AlUla JAY | Team Jayco AlUla JAY   | Team Jayco AlUla JAY |
| -------------------- | ---------------------- | -------------------- |
| Nr.                  | Rytter                 | Placering            |
| 111                  | Lucas Hamilton (AUS)   | 60.                  |
| 112                  | Chris Harper (AUS)     | 26.                  |
| 113                  | Michael Matthews (AUS) | 11.                  |
| 114                  | Felix Engelhardt (GER) | 35.                  |
| 115                  | Lawson Craddock (USA)  | DNF                  |
| 116                  | Jan Maas (NED)         | DNF                  |
| 117                  | Matteo Sobrero (ITA)   | DNF                  |

| UAE Team Emirates UAD | UAE Team Emirates UAD         | UAE Team Emirates UAD |
| --------------------- | ----------------------------- | --------------------- |
| Nr.                   | Rytter                        | Placering             |
| 121                   | Davide Formolo (ITA)          | 25.                   |
| 122                   | Sebastián Molano (COL)        | DNF                   |
| 123                   | Rafał Majka (POL)             | 22.                   |
| 124                   | Marc Hirschi (SUI) (landevej) | 4.                    |
| 125                   | Sjoerd Bax (NED)              | 73.                   |
| 126                   | Vegard Stake Laengen (NOR)    | DNF                   |
| 127                   | Jan Christen (SUI)            | DNF                   |

| Bingoal WB BWB | Bingoal WB BWB            | Bingoal WB BWB |
| -------------- | ------------------------- | -------------- |
| Nr.            | Rytter                    | Placering      |
| 131            | Floris De Tier (BEL)      | 46.            |
| 132            | Alexis Guérin (FRA)       | 21.            |
| 133            | Lennert Teugels (BEL)     | 31.            |
| 134            | Aaron Van der Beken (BEL) | DNF            |
| 135            | Dimitri Peyskens (BEL)    | DNF            |
| 136            | Marco Tizza (ITA)         | DNF            |
| 137            | Louka Matthys (BEL)       | DNF            |

| Team Corratec-Selle Italia COR | Team Corratec-Selle Italia COR | Team Corratec-Selle Italia COR |
| ------------------------------ | ------------------------------ | ------------------------------ |
| Nr.                            | Rytter                         | Placering                      |
| 141                            | Karel Vacek (CZE)              | DNF                            |
| 142                            | Charlie Quaterman (GBR)        | DNF                            |
| 143                            | Matteo Amella (ITA)            | DNF                            |
| 145                            | Antoine Debons (SUI)           | 51.                            |
| 146                            | Valentin Darbellay (SUI)       | DNF                            |
| 147                            | Andrij Ponomar (UKR)           | DNF                            |

| Eolo-Kometa EOK | Eolo-Kometa EOK           | Eolo-Kometa EOK |
| --------------- | ------------------------- | --------------- |
| Nr.             | Rytter                    | Placering       |
| 151             | Samuele Rivi (ITA)        | DNF             |
| 152             | Alessandro Fancellu (ITA) | DNF             |
| 153             | Francesco Gavazzi (ITA)   | DNF             |
| 154             | Diego Sevilla (ESP)       | 40.             |
| 155             | Vincenzo Albanese (ITA)   | 2.              |
| 156             | Francisco Muñoz (ESP)     | DNF             |
| 157             | Mattia Bais (ITA)         | 49.             |

| Green Project-Bardiani CSF-Faizanè BCF | Green Project-Bardiani CSF-Faizanè BCF | Green Project-Bardiani CSF-Faizanè BCF |
| -------------------------------------- | -------------------------------------- | -------------------------------------- |
| Nr.                                    | Rytter                                 | Placering                              |
| 161                                    | Alessandro Tonelli (ITA)               | DNF                                    |
| 162                                    | Martin Marcellusi (ITA)                | DNF                                    |
| 163                                    | Alessandro Pinarello (ITA)             | DNF                                    |
| 164                                    | Filippo Fiorelli (ITA)                 | DNF                                    |
| 165                                    | Filippo Magli (ITA)                    | 30.                                    |
| 166                                    | Henok Mulubrhan (ERI)                  | 48.                                    |
| 167                                    | Luca Colnaghi (ITA)                    | DNF                                    |

| Israel-Premier Tech IPT | Israel-Premier Tech IPT  | Israel-Premier Tech IPT |
| ----------------------- | ------------------------ | ----------------------- |
| Nr.                     | Rytter                   | Placering               |
| 171                     | Nick Schultz (AUS)       | 70.                     |
| 172                     | Mads Würtz Schmidt (DEN) | DNF                     |
| 173                     | Hugo Houle (CAN)         | 76.                     |
| 174                     | Corbin Strong (NZL)      | 27.                     |
| 175                     | Marco Frigo (ITA)        | 72.                     |
| 176                     | Krists Neilands (LAT)    | DNF                     |
| 177                     | Reto Hollenstein (SUI)   | DNF                     |

| Lotto Dstny LTD | Lotto Dstny LTD          | Lotto Dstny LTD |
| --------------- | ------------------------ | --------------- |
| Nr.             | Rytter                   | Placering       |
| 181             | Thomas De Gendt (BEL)    | DNF             |
| 182             | Sylvain Moniquet (BEL)   | 75.             |
| 183             | Jacopo Guarnieri (ITA)   | DNF             |
| 184             | Mathijs Paasschens (NED) | 37.             |
| 185             | Johannes Adamietz (GER)  | 55.             |
| 186             | Eduardo Sepúlveda (ARG)  | DNF             |
| 187             | Harm Vanhoucke (BEL)     | DNF             |

| Q36.5 Pro Cycling Team Q36 | Q36.5 Pro Cycling Team Q36 | Q36.5 Pro Cycling Team Q36 |
| -------------------------- | -------------------------- | -------------------------- |
| Nr.                        | Rytter                     | Placering                  |
| 191                        | Negasi Abreha (ETH)        | DNF                        |
| 192                        | Gianluca Brambilla (ITA)   | 34.                        |
| 193                        | Walter Calzoni (ITA)       | 42.                        |
| 194                        | Marcel Camprubí (ESP)      | 50.                        |
| 195                        | Mark Donovan (GBR)         | 64.                        |
| 196                        | Alessandro Fedeli (ITA)    | 33.                        |

| TotalEnergies TEN | TotalEnergies TEN       | TotalEnergies TEN |
| ----------------- | ----------------------- | ----------------- |
| Nr.               | Rytter                  | Placering         |
| 201               | Valentin Ferron (FRA)   | DNF               |
| 202               | Alexis Vuillermoz (FRA) | DNF               |
| 203               | Jérémy Cabot (FRA)      | 54.               |
| 204               | Paul Ourselin (FRA)     | 74.               |
| 205               | Geoffrey Soupe (FRA)    | 28.               |
| 206               | Mattéo Vercher (FRA)    | DNF               |
| 207               | Alessio Cialone (FRA)   | DNF               |

| Beltrami TSA-Tre Colli BTC | Beltrami TSA-Tre Colli BTC | Beltrami TSA-Tre Colli BTC |
| -------------------------- | -------------------------- | -------------------------- |
| Nr.                        | Rytter                     | Placering                  |
| 211                        | Andrea Piras (ITA)         | DNF                        |
| 212                        | Thomas Pesenti (ITA)       | 53.                        |
| 213                        | Matteo Freddi (ITA)        | DNF                        |
| 214                        | Andrea Biancalani (ITA)    | DNF                        |
| 215                        | Nicola Rossi (ITA)         | DNF                        |
| 216                        | Alex Raimondi (ITA)        | DNF                        |
| 217                        | Giacomo Tagliavini (ITA)   | DNF                        |

| Biesse-Carrera BIE | Biesse-Carrera BIE         | Biesse-Carrera BIE |
| ------------------ | -------------------------- | ------------------ |
| Nr.                | Rytter                     | Placering          |
| 221                | Riccardo Ciuccarelli (ITA) | 36.                |
| 222                | Michael Belleri (ITA)      | DNF                |
| 223                | Alessandro Motta (ITA)     | DNF                |
| 224                | Andrea d' Amato (ITA)      | DNF                |
| 225                | Nicolò Arrighetti (ITA)    | DNF                |
| 226                | Marco Oliosi (ITA)         | DNF                |
| 227                | Pierelis Belletta (ITA)    | DNF                |

| GW Shimano-Sidermec GSS | GW Shimano-Sidermec GSS           | GW Shimano-Sidermec GSS |
| ----------------------- | --------------------------------- | ----------------------- |
| Nr.                     | Rytter                            | Placering               |
| 231                     | Alejandro Osorio (COL)            | DNF                     |
| 232                     | Filippo Tagliani (ITA)            | DNF                     |
| 233                     | Santiago Umba (COL)               | 38.                     |
| 234                     | Alessandro Bisolti (ITA)          | DNF                     |
| 235                     | Jonathan Guatibonza (COL)         | DNF                     |
| 236                     | Andrés Mancipe (COL)              | DNF                     |
| 237                     | Jeferson Armando Ruiz Acuña (COL) | DNF                     |